# Ingefärsväxter
Ingefärsväxter (Zingiberaceae) är en familj av enhjärtbladiga växter som består av ungefär 45 släkten och omkring 1 000 arter. Ingefärsväxterna är fleråriga örter med krypande rhizomer. Många arter är vanligt förekommande prydnadsväxter, kryddväxter eller medicinalväxter. Några viktiga arter är ingefära, gurkmeja och kardemumma.
Blommorna är tvåkönade och sitter i samlingar. Blommorna har en läpp som bildats genom att två sterila ståndare växt samman. Ingefärsväxterna innehåller eterisk olja. Vissa arter är epifyter. 
Ingefärsväxterna förekommer i samtliga tropiska områden i världen, men framför allt i sydöstra Asien.

## Taxonomi
- Underfamilj Siphonochiloideae
  - Tribus Siphonochileae
    - Siphonochilus
- Underfamilj Tamijioideae
  - Tribus Tamijieae
    - Tamijia
- Underfamilj Alpinioideae
  - Tribus Alpinieae
    - Aframomum - Paradiskornssläktet
    - Alpinia - Galangarotssläktet
    - Amomum - Amomumsläktet
    - Aulotandra
    - Cyphostigma
    - Elettaria - Kardemummasläktet
    - Elettariopsis

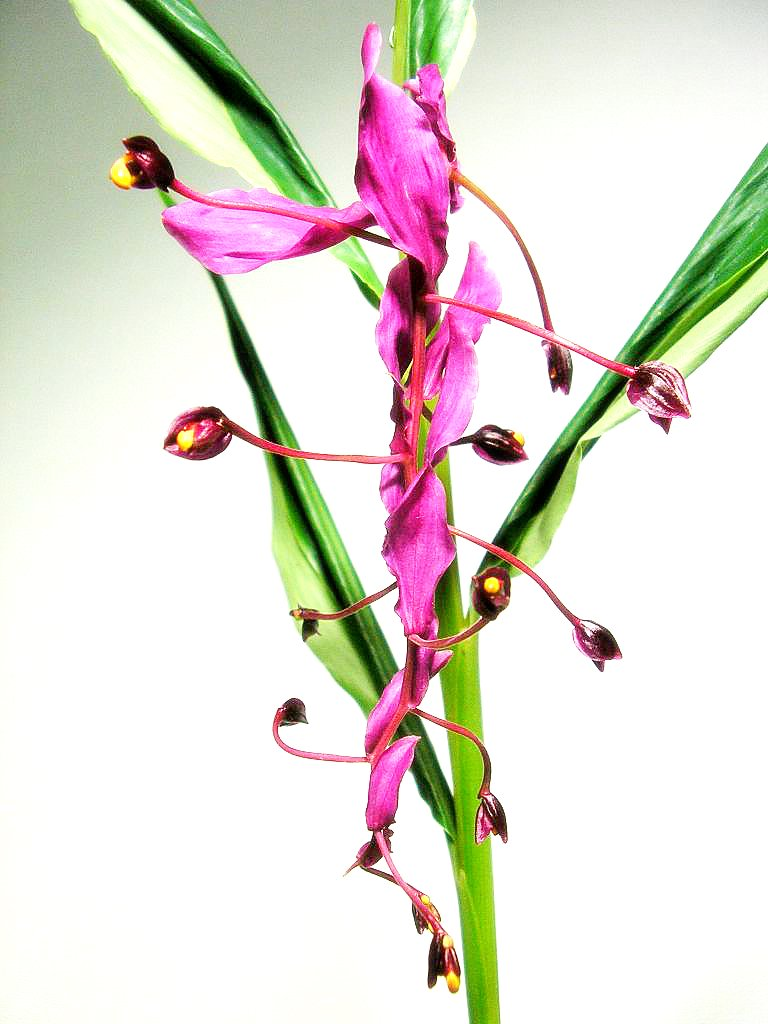
Globba

    - Etlingera - Fackelingefäresläktet
    - Geocharis
    - Geostachys
    - Hornstedtia
    - Leptosolena
    - Paramomum
    - Plagiostachys
    - Renealmia
    - Siliquamomum (Incertae Sedis)
    - Vanoverberghia

  - Tribus Riedelieae
    - Burbidgea
    - Pleuranthodium
    - Riedelia
    - Siamanthus
- Underfamilj Zingiberoideae
  - Tribus Zingibereae
    - Boesenbergia - Kunchisläktet
    - Camptandra
    - Caulokaempferia (Incertae Sedis)
    - Cautleya - Hjälmviskesläktet
    - Cornukaempferia
    - Curcuma - Gurkmejasläktet
    - Curcumorpha
    - Distichochlamys
    - Haniffia
    - Haplochorema
    - Hedychium - Viskesläktet
    - Hitchenia
    - Kaempferia - Kämpferiasläktet
    - Laosanthus
    - Nanochilus
    - Paracautleya
    - Parakaempferia
    - Pommereschea
    - Pyrgophyllum
    - Rhynchanthus
    - Roscoea - Bergingefärssläktet
    - Scaphochlamys
    - Smithatris
    - Stadiochilus
    - Stahlianthus
    - Zingiber - Ingefärssläktet

  - Tribus Globbeae
    - Gagnepainia
    - Globba - Myggviskesläktet
    - Hemiorchis